# Листвяги (Омская область)
Листвя́ги — село в Большеуковском районе Омской области России, являлось административный центр Листвяжинского сельского поселения. С 5 ноября 2019 года в составе Аёвского сельского поселения.

## История
Селение заведено в 1909 году как переселенческий посёлок в Озёринской волости Тарского уезда Тобольской губернии. Первыми переселенцами были выходцы из Вятской, Казанской губерний. Позже посёлок становится центром Листвяжинского сельского общества.
1 января 1913 года посёлок передан в состав образованной Савиновской волости.
В начале 1919 года посёлок становится центром образованной самостоятельной Листвяжинской волости в составе 11 сельских обществ и 12 населённых пунктов.

…Еще сообщаю, что в нашей волости произошёл раздел на две самостоятельные волости: Савиновскую и Листвяжинскую. Но в Савиновской волости осталось только 3 селения, а в Листвяжинскую отошло 11 обществ в 12 селений, и в таком виде, по утверждению уездной Земской Управы, работа волостей продолжалась с месяц; когда уже вполне выяснилось, как тяжело приходится содержать свою отдельную волость савиновским крестьянам, на что они пожаловались Тарскому уездному комиссару.
По распоряжению комиссара Листвяжинская земская управа начальником милиции 3 участка была временно закрыта до расследования этого дела и распоряжений Тобольской губернской Земской Управы, что с таким нетерпением ожидается в Листвяжинской волости, так как для них ездить в Савиновскую волость большой конец, тогда как село Листвяжинское лежит как-раз насредине волости, в равном расстоянии от всех других селений. Притом-же теперь жители Савинова поднимают на смех всех наших листвяжинцев приезжающих к ним в волость и в шутку требуют от них паспорта.
Таким образом пошла у нас вражда между жителями разделившихся волостей.

7 марта 1919 года Постановлением Совета Министров Российского правительства «О сохранении и ликвидации отдельных самовольно выделившихся волостей Тарского уезда в послереволюционный период», Листвяжинская волость была упразднена и присоединена к Савиновской волости.
На 1926 год имелась школа.
На 1991 год село являлось центром совхоза «Савиновский».

## Инфраструктура
На 2011 год имелась школа, библиотека, сельская администрация, ТСЖ «Тайга», 3 крестьянских (фермерских) хозяйства («Сад», «Арман», «Иманово»).
Улицы в селе: Луговая, Почтовая, Сосновая, Таёжная, Школьная.

## Население
- 1926 — 363 человека (185 м — 178 ж).

| 1926 | 2002 | 2010 | 2021 |
| ---- | ---- | ---- | ---- |
| 363  | ↘197 | ↘110 | ↘20  |